# Louis Rwagasore
Louis Rwagasore (Gitega, 10 gennaio 1932 – Bujumbura, 13 ottobre 1961) è stato un politico burundese.
Louis Rwagasore, figlio primogenito di re Mwambutsa Bangiricenge del Burundi, era principe ereditario. Fu primo ministro del Burundi per 16 giorni, dal 29 settembre 1961 al 13 ottobre, giorno del suo omicidio. Pochi mesi dopo il suo assassinio il Burundi ottenne l'indipendenza dal Belgio.

## Giovinezza
Louis (Ludoviko) Rwagasore, figlio primogenito del re Mwambutsa Bangiricenge e della prima moglie, la regina Thérèse Kanyonga, nacque nella residenza reale di Ibwami, a Gitega il 10 gennaio 1932.
Nel 1939, inizia i suoi studi alla scuola primaria di Bukeye, poi a Kanyinya ed infine a Gitega.
Nel 1945, continua la sua preparazione scolastica in Ruanda, dove entra nel "Groupe Scolaire d'Astrida" (riservata unicamente ai figli di principi, chefs e sottochefs) a Butare. Qui vi trascorrerà 6 anni.
La sua preparazione universitaria continua in Belgio ad Anversa nel 1956, ma presto rientra in patria per dedicarsi all'attività politica.

## Carriera politica
Nel settembre 1958 Louis Rwagasore fonda in clandestinità l'UPRONA (Union pour le progrès national) insieme ai nazionalisti Paul Mirerekano e Thaddée Siryuyumusi ed insieme a personalità di tutte le etnie, di tutte le regioni, di tutte le confessioni e di tutte le formazioni, per lottare contro i colonizzatori del suo paese e reclamare l'indipendenza del Burundi. Il partito sarà legalmente riconosciuto solo il 7 gennaio 1960, in seguito all'ordinanza che autorizzava la formazione di associazioni politiche.
Suo padre, ma soprattutto le autorità coloniali belghe, non apprezzano la sua irruenza politica. Viene nominato Chef di Butanyerera, in provincia di Ngozi, chefferie rimasta vacante alla morte di Nduwumwe, nel tentativo di distoglierlo dalla sua attività politica, pensando che il ruolo della famiglia reale debba essere al di sopra delle parti. Ma il giovane Rwagasore rinuncia per consacrarsi completamente alla causa nazionalista.
Il conflitto col padre è oramai palese: questi si sente minacciato proprio dal nazionalismo che si sta sempre più diffondendo nei paesi vicini, Rwagasore, molto vicino alle idee del congolese Patrice Lumumba, non vede altra soluzione, senza abbandonare la monarchia, che l'indipendenza.
Durante il primo congresso dell'UPRONA nel marzo 1960, con il motto "Imana, Umwami, Uburundi" (Dio, Re, Burundi), Louis Rwagasore chiede l'indipendenza totale del Burundi e incita la popolazione a boicottare l'economia belga e di rifiutare di pagare le imposte.
Il conflitto col governatore belga Harroy è ormai palese. Dal 27 ottobre al 9 dicembre 1960, Rwagasore è tenuto in residenza sorvegliata a Bururi, durante la campagna per le elezioni comunali. Ma la popolarità del principe aumenta.
L'obiettivo è quello di impedire che l'UPRONA, possa riportare un buon piazzamento alle elezioni di metà novembre. Viene anche fondato ad hoc un nuovo partito politico che viene affidato alla guida dei figli del devoto Baranyanka. L'obiettivo venne raggiunto: fu il Partito democratico cristiano, ad ottenere la vittoria.
Il 18 settembre 1961 si svolgono le elezioni legislative sotto la supervisione dell'ONU. L'UPRONA ottiene una amplissima vittoria con l'80% dei voti, mentre il Fronte comune, sostenuto dall'amministrazione belga esce sconfitto.
Il 28 settembre 1961, Thaddée Siryuyumusi viene eletto presidente dell'Assemblea legislativa e Rwagasore viene incaricato di formare il nuovo governo che dovrà preparare il paese all'indipendenza. Il 29 settembre viene nominato Primo ministro. Pierre Ngendandumwe è vice primo ministro e ministro delle finanze. La difesa rimane nelle mani dell'amministrazione belga.
Rwagasore viene nominato Presidente del Consiglio della Corona del Burundi il 29 settembre 1961.

## L'assassinio del principe
Venerdì 13 ottobre 1961, alle ore 22,45 circa, il principe Rwagasore viene assassinato da un colpo tirato da un sicario con un fucile da caccia grossa di calibro 9,3 mm, mentre cenava in un ristorante di Bujumbura sulle rive del lago Tanganica. Aveva già subìto precedentemente tre attentati andati falliti il 22, 27 e 28 settembre. Al momento dell'uccisione si trovava in compagnia Andrè Muhirwa, neoministro dell'interno e cognato del principe, Jean Ntiruhwama, neoministro degli affari sociali, Pierre Ngunzu, neomonistro all'educazione, Nimbuna, Bugubugu e Léon Ndenzako, cognato del principe, tutti erano seduti alla medesima tavola. Alle spalle di Rwagasore cenava su un tavolo separato il console di Francia a Bujumbura con numerosi altri commensali.
Il dottor René Albert Van Bellighen chiamato sul posto, non poté fare altro che constatare il decesso, mentre tutti i presenti vennero interrogati. Contemporaneamente venne rinvenuto ai piedi di un albero, dietro una piccola siepe, un bossolo di carabina da caccia calibro 9,3 mm. Determinante però fu la testimonianza spontanea di un militare belga del servizio di ordinanza che, passeggiando davanti al ristorante, poté assistere agli avvenimenti. Egli dichiarò che tre individui scesi da una automobile si avvicinarono furtivamente al ristorante e uno di essi sparò un colpo prima di fuggire. Grazie alla dettagliata descrizione, l'automobile venne ritrovata il giorno dopo sulla strada che da Ngozi conduce a Kirundo. I due occupanti furono subito arrestati e la cartucciera piena di pallottole calibro 9,3 mm sequestrata.
Le indagini portarono alla conclusione che l'esecutore materiale dell'assassinio fu il giovane venditore di un negozio di Bujumbura di nome Jean Kageorgis, di nazionalità greca, nato in Rwanda nel 1931. I complici, membri del commando, vennero identificati in Jean-Baptiste Ntakiyica et Antoine Nahimana.
Il suo assassinio fu organizzato da Jean Baptiste Ntidendereza, già ministro dell'interno nel governo Cimpaye, e da Joseph Sebatwa Birori, due figli dell'umuganwa mutare Petero Baranyanka insieme ai cugini Antoine Nahimana, figlio del fratello di Baranyanka Mazobe e borgomastro di Mutare, Jean-Baptiste Ntakiyica già segretario di stato al ministero degli interni ed Henri Ntakiyica, figli di Antoine Ntakiyica, tutti batare e leader del partito democratico cristiano PDC, partito sostenuto dalle autorità coloniali belghe.
Le circostanze esatte della sua morte non sono state mai del tutto chiarite.

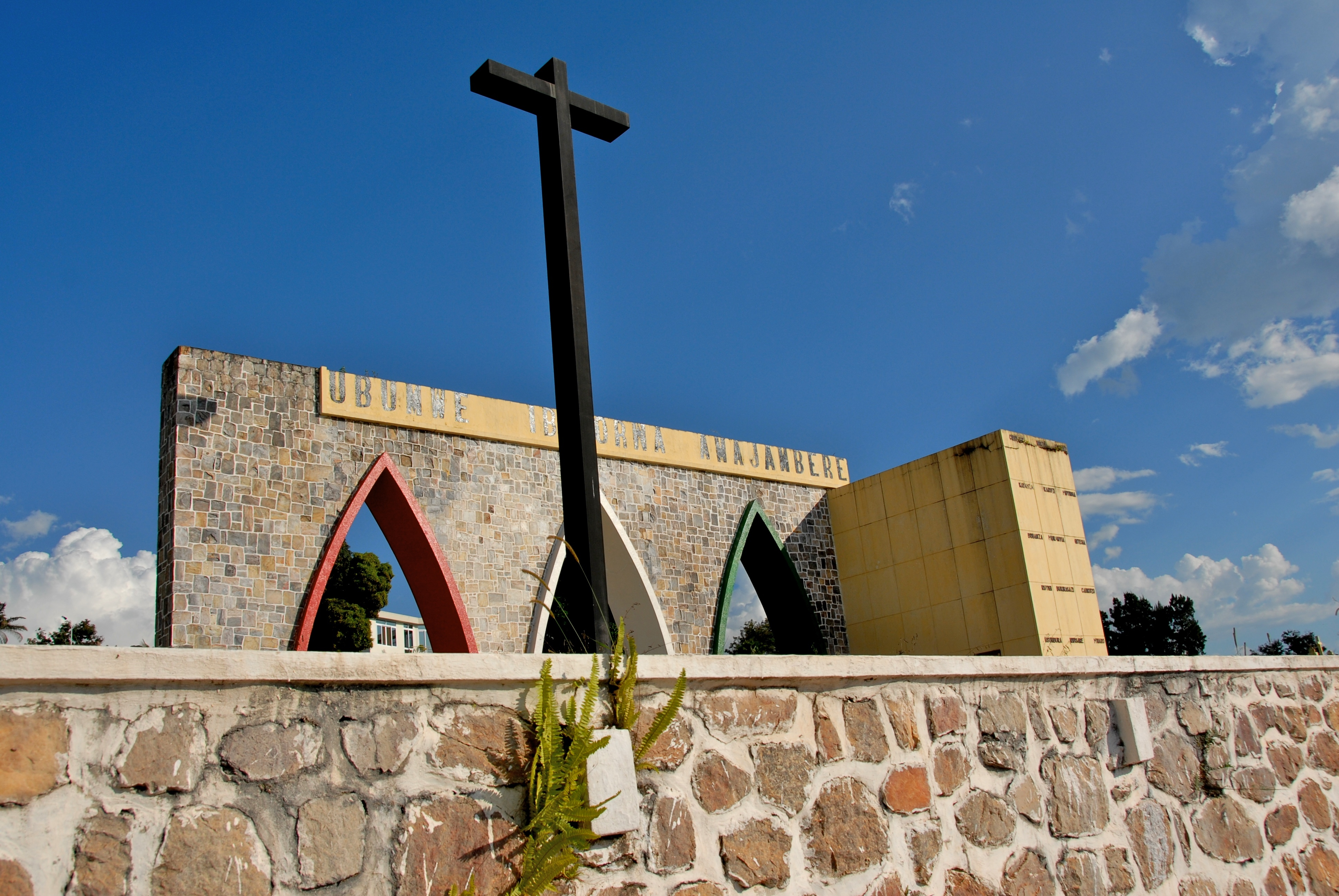
La tomba di Louis Rwagasore.

- Il 2 aprile 1962: il tribunale tutelare belga pronuncia in prima istanza tre sentenze di morte per i tre membri del commando esecutore e diverse condanne di reclusione.
- Il 7 maggio 1962: il tribunale d'appello riconosce una sola condanna a morte per l'esecutore materiale dell'omicidio.
- Il 30 giugno 1962: Kageorgis viene fucilato.
- Il 1º luglio 1962: proclama dell'indipendenza del Burundi.
- Il 5 gennaio 1963: la corte d'appello di Bujumbura emette anche per gli altri quattro imputati sentenza di morte per impiccagione. Henri Ntakiyica venne condannato alla reclusione perpetua, Liverios Archaniotis e Bigirindavyi alla detenzione di dieci anni
- Il 15 gennaio 1963: i mandanti e collaboratori dell'assassinio del principe Rwagasore vengono impiccati nello stadio di Gitega. Tra essi due figli dello chef Petero Baranyanka: Jean Baptiste Ntindedereza e Joseph Sebatwa Birori, i cugini Jean-Baptiste Ntakiyica e Antoine Nahimana e con loro il commerciante greco Iatrou Michel[3].

In sede giudiziaria, in entrambi i processi, la responsabilità del potere tutelare belga, che si opponeva sia all'indipendenza del Burundi che alla vittoria dell'UPRONA, non sono state né evocate né stabilite.
Il Belgio ha messo in gioco tutto il suo peso per evitare che la sua responsabilità in questo affare sia stabilita ingaggiando discussioni procedurali sulle competenze giurisdizionali burundesi. Chiese inoltre il trasferimento in Belgio dei condannati ed il rifiuto delle autorità burundesi portò alla rottura delle relazioni diplomatiche tra i due paesi.
Nel 1987, Jean Paul Harroy, ultimo residente generale del Ruanda-Urundi confessò la responsabilità per lo meno morale nell'affaire Rwagasore.
Inchieste giornalistiche hanno effettivamente portato alla luce documenti, corrispondenze e testimonianze che mostrano la responsabilità e l'implicazione delle autorità Belghe. Rwagasore era considerato un nemico e la sua vittoria alle recenti elezioni parlamentari e la sua nomina a Primo ministro erano considerati pericolosi per gli interessi coloniali belgi. La decisione della morte del principe fu presa in una riunione a Gitega nella casa del residente dell'Urundi Roberto Régnier la sera del 21 settembre 1961.
Il corpo del principe è stato seppellito dopo solenni funerali sulla collina Vugizo a Ngagara nel comune di Bujumbura. Al suo fianco verranno interrate le spoglie delle sue bambine. La sua tomba è considerata monumento nazionale ed è meta di pellegrinaggio.

## Vita personale
Il 12 settembre 1959, sposa Marie-Rose Ntamikevyo, figlia di Ildephonse Ntamikevyo governatore di Bujumbura, di famiglia hutu, che gli darà due figlie: Marie-Thérèse Rwagasore, nata a Gitega il 3 giugno 1960 e Marie Pie Rwagasore, nata a Gitega il 28 novembre 1961. Marie-Thérèse è morta il 15 novembre 1961, Marie Pie il 23 febbraio 1962.
Rwagasore ha avuto anche due figli naturali, frutto di due differenti relazioni extraconiugali.
Marie Claire Burikukiye è nata il 4 luglio 1962 da Mathilde Mukantabana. La madre del principe, Thérèse Kanyonga, ha riconosciuto la bambina, che ha trascorso buona parte della sua infanzia presso la nonna.
Jean Pierre Ndeze è il solo figlio maschio di Rwagasore, avuto da una relazione con una donna rwandese. Jean Pierre è morto nel 1994 in Rwanda, dove viveva, durante i tragici eventi che sono scoppiati in quel paese. Ha avuto però un figlio, Aubin Gasore, che attualmente vive negli Stati Uniti.
La filiazione di entrambi a Louis Rwagasore è stata riconosciuta da due differenti sentenze di tribunale.

## Il dopo Rwagasore
L'assassinio del principe Louis Rwagasore è veramente l'avvenimento che divide in due la storia del Burundi.
Il sogno di un paese indipendente ed unito, in cui tutti i barundi possano pacificamente ed armoniosamente convivere, attorno al loro umwami garante della tradizione, bruscamente si infrange. Così come il progetto di costruzione di una democrazia che possa dare accessibilità alle istanze di tutti.
Il problema etnico diventerà palese, anzi, verrà sfruttato politicamente come strumento per dividere ulteriormente il paese: Batusi contro Bahutu, Banyaruguru contro Bahima, così come il regionalismo: quelli di Muramvya contro quelli di Bururi.
L'assassinio, il genocidio, il complotto, la tortura, l'estremismo diventeranno negli anni a venire prassi abituale. L'UPRONA prima si dividerà in due fazioni, poi diventerà partito unico dei tutsi, l'ubwami andrà incontro al suo ineluttabile destino e presto verrà tragicamente sostituito dalla repubblica: il vecchio Mwambutsa Bangiricenge in esilio il figlio Ntare Ndizeye barbaramente assassinato. I collaboratori ed amici di Rwagasore verranno sistematicamente assassinati. L'esercito sarà composto di soli tutsi. Anche il suo nome e la sua memoria verranno strumentalizzati: si costituirà la Jeunesse Nationaliste Rwagasore (JNR) che Michel Micombero rinominerà Jeunesse Rivolutionaire Rwagasore (JRR): una banda paramilitare che affiancherà il regime nelle sue memorabili imprese.
La personalità di Rwagasore però continua a restare nel cuore e nei sogni dei migliori barundi.
Oggi Louis Rwagasore viene considerato in Burundi padre dell'indipendenza ed eroe dell'unità nazionale.

## Opere
Il principe Louis Rwagasore non ci ha lasciato nessuna opera scritta. I suoi discorsi sono stati recentemente raccolti e pubblicati:
- C. Deslaurier, Paroles et écrits de Louis Rwagasore, ed. Karthala, 2012, ISBN 978-2-8111-0701-7.

## Dedicazioni
A Louis Rwagasore sono state dedicate numerose strade, piazze, edifici, monumenti in tutto il Burundi. In particolare si ricorda:
- Il mausoleo Prince Louis Rwagasore.
- La clinica Prince Louis Rwagasore a Bujumbura.
- Lo stadio Prince Louis Rwagasore a Bujumbura.
- La squadra di calcio Prince Louis Rwagasore, campione del Burundi nella categoria D1
- La carrozzabile Prince Louis Rwagasore.

## Ascendenza
|                                                  |        |                                  | Genitori |  |  | Nonni |  |  | Bisnonni     |  |  | Trisnonni     |  |
|                                                  |        |                                  |          |  |  |       |  |  | Mwezi Gisabo |  |  | Ntare Rugamba |  |
|                                                  |        |                                  |          |  |  |       |  |  | Mwezi Gisabo |  |  | Ntare Rugamba |  |
|                                                  |        | Vyano, del Clan Mwenengwe        |          |  |  |       |  |  | Mwezi Gisabo |  |  |               |  |
| Mutaga Mbikije                                   |        |                                  |          |  |  |       |  |  | Mwezi Gisabo |  |  |               |  |
|                                                  |        | Ntibanyiha, del Clan Bunyakarama | …        |  |  |       |  |  |              |  |  |               |  |
|                                                  |        | Ntibanyiha, del Clan Bunyakarama | …        |  |  |       |  |  |              |  |  |               |  |
|                                                  |        | Ntibanyiha, del Clan Bunyakarama | …        |  |  |       |  |  |              |  |  |               |  |
| Mwambutsa Bangiricenge                           |        | Ntibanyiha, del Clan Bunyakarama |          |  |  |       |  |  |              |  |  |               |  |
|                                                  |        | …                                | …        |  |  |       |  |  |              |  |  |               |  |
|                                                  |        | …                                | …        |  |  |       |  |  |              |  |  |               |  |
|                                                  |        | …                                | …        |  |  |       |  |  |              |  |  |               |  |
| Ngenzahayo, del Clan Munyagisaka                 |        | …                                |          |  |  |       |  |  |              |  |  |               |  |
|                                                  |        | …                                | …        |  |  |       |  |  |              |  |  |               |  |
|                                                  |        | …                                | …        |  |  |       |  |  |              |  |  |               |  |
|                                                  |        | …                                | …        |  |  |       |  |  |              |  |  |               |  |
| Louis Rwagasore, Principe ereditario del Burundi |        | …                                |          |  |  |       |  |  |              |  |  |               |  |
|                                                  | Muhini | …                                |          |  |  |       |  |  |              |  |  |               |  |
|                                                  | Muhini | …                                |          |  |  |       |  |  |              |  |  |               |  |
|                                                  | Muhini | …                                |          |  |  |       |  |  |              |  |  |               |  |
| Joseph Menyo, del Clan Abasine                   | Muhini |                                  |          |  |  |       |  |  |              |  |  |               |  |
|                                                  |        | …                                | …        |  |  |       |  |  |              |  |  |               |  |
|                                                  |        | …                                | …        |  |  |       |  |  |              |  |  |               |  |
|                                                  |        | …                                | …        |  |  |       |  |  |              |  |  |               |  |
| Thérèse Kanyonga                                 |        | …                                |          |  |  |       |  |  |              |  |  |               |  |
|                                                  |        | …                                | …        |  |  |       |  |  |              |  |  |               |  |
|                                                  |        | …                                | …        |  |  |       |  |  |              |  |  |               |  |
|                                                  |        | …                                | …        |  |  |       |  |  |              |  |  |               |  |
| Inabigendera                                     |        | …                                |          |  |  |       |  |  |              |  |  |               |  |
|                                                  |        | …                                | …        |  |  |       |  |  |              |  |  |               |  |
|                                                  |        | …                                | …        |  |  |       |  |  |              |  |  |               |  |
|                                                  |        | …                                | …        |  |  |       |  |  |              |  |  |               |  |
|                                                  |        | …                                |          |  |  |       |  |  |              |  |  |               |  |